# Estelle Freedman
Estelle Freedman (* 1947) ist eine US-amerikanische Historikerin und Autorin. Sie ist Professorin für amerikanische Geschichte an der Stanford University in Kalifornien, wo sie seit 1976 lehrt. Freedman ist Mitgründerin des Studiengangs Feminismus-Studien. Sie forscht zur Frauengeschichte, zu sozialen Umbrüchen wie dem Feminismus und der Reform der Frauengefängnisse sowie zur Geschichte der Sexualität und zu sexueller Gewalt.

## Leben
Nach ihrem Bachelor of Arts am Barnard College im Jahr 1969 studierte Freedman Geschichte an der Columbia University in New York. Sie erhielt 1976 nach ihrer Promotion eine Anstellung als Hochschullehrerin an der Stanford University. Als Autorin schrieb sie mehrere Bücher, in denen sie sich insbesondere mit dem Thema Geschichte des Feminismus beschäftigt. Freedman lebt mit ihrer Lebensgefährtin Susan Krieger in San Francisco.

## Werke (Auswahl)
- The Essential Feminist Reader, Modern Library, 2007
- Feminism, Sexuality, and Politics, Essays von Estelle B. Freedman, University of North Carolina Press, 2006
- No Turning Back: The History of Feminism and the Future of Women, Ballantine Books, 2002
- Maternal Justice: Miriam Van Waters and the Female Reform Tradition, University of Chicago Press, 1996
- Intimate Matters: A History of Sexuality in America, gemeinschaftlich mit John D’Emilio, University of Chicago Press, Zweite Ausgabe, 1997
- Their Sisters' Keepers:  Women's Prison Reform  in America, 1830-1930, University of Michigan Press, 1981